# فيكتور مورا
فيكتور مورا (بالإسبانية: Víctor Mora)‏ هو كاتب قصص مصورة وكاتب إسباني، ولد في 6 يونيو 1931 في برشلونة في إسبانيا، وتوفي بنفس المكان في 17 أغسطس 2016.

## وصلات خارجية
- فيكتور مورا على موقع IMDb (الإنجليزية)